# Berthella americana
Berthella americana is een slakkensoort uit de familie van de Pleurobranchidae. De wetenschappelijke naam van de soort is voor het eerst geldig gepubliceerd in 1885 door A. E. Verrill.